# ازنفس‌افتاده
ازنفس‌افتاده (به فرانسوی: À bout de souffle) نخستین فیلم ژان لوک گدار، کارگردان فرانسوی است که سال ۱۹۶۰ ساخته شد. این فیلم از مشهورترین آثار موج نوی سینمای فرانسه و معروف‌ترین فیلم گدار است. شیوهٔ تازهٔ فیلمسازی گدار، به‌ویژه استفادهٔ جسورانه‌اش از جامپ‌کات بسیار مورد توجه قرار گرفت. این فیلم در اکران اولیه‌اش در فرانسه، نظر بیش از دو میلیون تماشاگر را به خود جلب کرد. این فیلم از آن زمان در نظرسنجی‌های چندسالهٔ مجلهٔ سایت اند ساوند از فیلم‌سازان و منتقدان در زمینه‌های مختلف به عنوان یکی از برترین فیلم‌های ساخته‌شده شناخته شد. در ماه مه ۲۰۱۰ همزمان به سالگرد پنجاه سالگی فیلم نسخهٔ کاملاً ترمیم‌شده فیلم در ایالات متحدهٔ آمریکا اکران شد.
فیلمنامه این فیلم به همراه طرح اصلی، نقد و گفتگو با گدار در ایران با ترجمه ونداد الوندی پور توسط انتشارات نیلوفر منتشر شده است.

## داستان فیلم
میشل پوکارد بعد از آن که یک ماشین را می‌رباید، پلیسی را که او را دنبال کرده به قتل می‌رساند و به همین دلیل تحت تعقیب قرار می‌گیرد. در همین حال میشل پیش دوست دختر آمریکایی خود به نام پاتریشیا که یک روزنامه‌نگار مشتاق است، می‌رود. او در حالی که سعی می‌کند رابطه‌ای دوباره با دوست دختر خود بر قرار کند به دنبال پولی برای سفرشان به ایتالیا است اما…

## بازیگران
- ژان پل بلموندو در نقش میشل
- جین سیبرگ در نقش پاتریشیا
- دنیل بلونژه در نقش کارآگاه پلیس
- ژان پیر ملویل در نقش نویسنده

جین سیبرگ و ژان پل بلموندو در ازنفس‌افتاده

- هانری-ژاک هوت در نقش آنتونیو بروتی
- روژه انن در نقش کارل زومباخ
- فان داوده در نقش فان داوده
- لیلیان دریفوس در نقش لیلان
- میشل فابر در نقش بازرس دیگر
- کلود مانسارد در نقش فروشندهٔ اتومبیل دست دوم
- ژان-لوک گدار در نقش خبرچین
- ریچارد بالداچی در نقش تولماخوف
- فیلیپ د بروکا در نقش یک اضافی
- ژان دومارشی در نقش یک اضافی
- ژان دوشت در نقش یک اضافی
- ژان ووترا در نقش یک اضافی
- آندره لابارت در نقش یک اضافی[۳]
- ژاک ریوت در نقش جسد مردی که با ماشین تصادف کرده است

## جوایز
- دریافت خرس نقره‌ای برای بهترین کارگردان جشنواره فیلم برلین (۱۹۶۰)